# Amatori Hockey Lodi 1992-1993
Questa voce raccoglie le informazioni riguardanti l'Amatori Hockey Lodi nelle competizioni ufficiali della stagione 1992-1993.

## Maglie e sponsor
Lo sponsor ufficiale per la stagione 1992-1993 fu Camoni.
| 1ª divisa | 1ª div. portiere |

## Organigramma societario
- Presidente: Mazzuccato

## Organico

### Giocatori
| N° | Naz.                 | Ruolo | Sportivo              |  |  |  |
| -- | -------------------- | ----- | --------------------- |  |  |  |
| 1  | Italia (bandiera)    | P     | Alessandro Cupisti    |  |  |  |
| 3  | Argentina (bandiera) | E     | Osvaldo Gonella       |  |  |  |
| 4  | Italia (bandiera)    | E     | Andrea Costa          |  |  |  |
| 5  | Italia (bandiera)    | E     | Gabriele Basso        |  |  |  |
| 6  | Italia (bandiera)    | E     | Mauro Cinquini        |  |  |  |
| 7  | Italia (bandiera)    | E     | Alessandro Bertolucci |  |  |  |
| 8  | Italia (bandiera)    | E     | Massimo Nava          |  |  |  |
| 9  | Italia (bandiera)    | E     | Aldo Belli            |  |  |  |
| 10 | Italia (bandiera)    | P     | Daniele Napilli       |  |  |  |
| 17 | Italia (bandiera)    | E     | Roberto Citterio      |  |  |  |

### Staff tecnico
Allenatore:  Rinaldo Uggeri